# Холл, Александр (режиссёр)
Александр Холл (англ. Alexander Hall; 11 января 1894[…], Бостон — 30 июля 1968[…], Сан-Франциско, Калифорния) — американский кинорежиссёр, менее известен как монтажёр, актёр театра и кино.

## Биография
Александр Холл родился 11 января 1894 года в Бостоне (штат Массачусетс, США). С четырёх лет начал появляться на театральных подмостках, и до 1914 года был известен как театральный актёр. С 1914 года начал сниматься в кино, но актёрской карьеры не сделал: за семь лет (1914—1921) он появился лишь в пяти кинофильмах. С 1921 года начал работать кинорежиссёром, и добился на этом поприще заметного успеха (в 1921—1922 годах он стал режиссёром девятнадцати малоизвестных короткометражных лент, и с 1932 по 1956 год — тридцати девяти полнометражных картин). С 1926 по 1933 год также выступил монтажёром четырнадцати фильмов. До 1932 года работал на киностудию Paramount Pictures. С 1937 по 1947 год — на Columbia Pictures, где заработал себе репутацию режиссёра «утончённых комедий».
К 1952 году Холл имел дом в калифорнийском Палм-Спрингс.
Александр Холл скончался 30 июля 1968 года в Сан-Франциско (Калифорния) от последствий инсульта.

### Личная жизнь
Александр Холл официально был женат трижды.
- Марджори М. Хантер. Девушка не имела отношения к кинематографу, год заключения брака неизвестен, до января 1921 года последовал развод, детей нет.
- Джул Касселл. Девушка не имела отношения к кинематографу, брак заключён 23 января 1921 года, до 1930 года последовал развод, от брака остался сын.
- Лола Лейн (1906—1981), киноактриса. Брак заключён 26 мая 1934 года, 14 декабря 1936 года последовал развод, детей нет.

Также известно, что Холл был помолвлен с известной актрисой Люсиль Болл, но до свадьбы дело не дошло, так как Болл познакомилась с актёром Деси Арнасом и вскоре вышла замуж за него.

## Номинации
В 1942 году Холл был номинирован на «Оскар» в категории «Лучший режиссёр» за фильм «А вот и мистер Джордан», но в итоге награда была присуждена Джону Форду за ленту «Как зелена была моя долина».

## Избранная фильмография
В титрах нередко указывался как «Эл Холл» (англ. Al Hall)

### Режиссёр
- 1932 — Грешники под солнцем[англ.] / Sinners in the Sun
- 1932 — Мадам рэкетир[англ.] / Madame Racketeer
- 1933 — Сентиментальная певица[англ.] / Torch Singer
- 1934 — Малыш мисс Фейн украден[англ.] / Miss Fane's Baby Is Stolen
- 1934 — Маленькая мисс Маркер[англ.] / Little Miss Marker
- 1934 — В погоне за счастьем[англ.] / The Pursuit of Happiness
- 1934 — Лаймхаус Блюз[англ.] / Limehouse Blues
- 1935 — Поездка в город[англ.] / Goin' to Town
- 1936 — Песня о любви / Give Us This Night
- 1936 — Только окликни[англ.] / Yours for the Asking
- 1937 — Эксклюзив[англ.] / Exclusive
- 1937 — Любимец Нью-Йорка[англ.] / The Toast of New York
- 1938 — Всегда есть женщина[англ.] / There's Always a Woman
- 1938 — Я — это закон[англ.] / I Am the Law
- 1939 — Леди из Кентукки[англ.] / The Lady's from Kentucky
- 1939 — Хорошие девушки едут в Париж[англ.] / Good Girls Go to Paris
- 1939 — Удивительный мистер Уильямс[англ.] / The Amazing Mr. Williams
- 1940 — Он остался на завтрак / He Stayed for Breakfast
- 1940 — То, что называют любовью[англ.] / This Thing Called Love
- 1941 — А вот и мистер Джордан[англ.] / Here Comes Mr. Jordan
- 1941 — Сказка на ночь[англ.] / Bedtime Story
- 1942 — Они все целовали невесту[англ.] / They All Kissed the Bride
- 1942 — Моя сестра Эйлин[англ.] / My Sister Eileen
- 1944 — Райское тело[англ.] / The Heavenly Body
- 1944 — Однажды[англ.] / Once Upon a Time
- 1945 — Она не сказала «да»[англ.] / She Wouldn't Say Yes
- 1947 — С небес на землю / Down to Earth
- 1949 — Великий любовник[англ.] / The Great Lover
- 1950 — Люблю этого грубияна[англ.] / Love That Brute
- 1950 — Луиза[англ.] / Louisa
- 1952 — Потому что ты моя / Because You're Mine
- 1953 — Давай сделаем это снова[англ.] / Let's Do It Again
- 1956 — Навсегда, дорогой[англ.] / Forever, Darling

Ассистент режиссёра
- 1925 — Сердце сирены[англ.] / The Heart of a Siren
- 1925 — Белая обезьяна[англ.] / The White Monkey

### Монтажёр
- 1926 — Девушка из Монмартра[англ.] / The Girl from Montmartre
- 1926 — Мисс Никто[англ.] / Miss Nobody
- 1928 — Время сирени[англ.] / Lilac Time
- 1929 — Синтетический грех[англ.] / Synthetic Sin
- 1929 — Улыбающиеся ирландские глаза[англ.] / Smiling Irish Eyes
- 1930 — Песня пламени[англ.] / Song of the Flame
- 1930 — Кисмет[англ.] / Kismet
- 1931 — Женщина голодна[англ.] / Woman Hungry
- 1931 — Последний полёт[англ.] / The Last Flight
- 1933 — Она обошлась с ним нечестно / She Done Him Wrong (в титрах не указан)

### Актёр
- 1917 — Димстер[англ.] / The Deemster — Дэви